# نايضة
نايضة هي حركة موسيقية ناشئة في المغرب، يتم مقارنتها أحيانا بحركة موبيدا مدريد، على الرغم أن الظروف الثقافية، الاقتصادية والاجتماعية في المغرب مختلفة تماما عن إسبانيا.

## وصلات خارجية
- (بالفرنسية) Movimiento Nayda by the authors of Wiki Musique -GFDL